# 神堂きょうか
神堂 きょうか（しんどう きょうか、1992年1月23日 - ）は、日本の俳優、タレント、モデル、TikToker、Youtuber、インフルエンサー。フリーで活動中。業務提携先はPPP STUDIO。

## 略歴
俳優業でも活躍中で、160万人以上のフォロワー数を持つTikTokクリエイター。独特な世界観を持つコメディ系動画が特徴的で、ファンは飾らない言葉やユニークな編集にも魅了される。2021年に「日本のYouTube年間ランキング」で「国内ショート動画クリエイターランキング」5位にランクイン。
2024年9月、お笑いグループこゝろの横荒木蟹男と結婚。

## 人物
宮城県生まれ田んぼ育ち。父が中学校のサッカー部の顧問で、小学生の時に地元のスポーツ少年団でサッカーをしていた。中学から高校までは卓球部に所属。大学からは軟式野球部のマネージャーをし、大学4年生の時にチームが全国優勝をしている。
芸能界に興味を持ったきっかけは3年B組金八先生を見て、役者になりたいと思い、大学に入ってから芸能事務所に応募して、面接まで通ったものの時間的都合により断念した。大学卒業後は就職したが仕事に違和感を感じ、考えたところ芸能活動に意欲がわき芸能事務所に応募して所属した。
2022年よりベガルタ仙台のアンバサダーをしているが、就任前から応援していた。
好物は、ワサビとニンニクと豚足と生肉と生麩とジンジャエール。パクチーとミョウガが苦手。
オリジナルアパレルブランドを展開しており、自らモデルも務める。

## 出演

### テレビ
- よるのブランチ（2021年8月4日）

### 配信
- ABEMA的ニュースショー（2021年11月21日）[10]

### 映画
- 2LDK（2020年公開、TOKYO RABBIT RECORDS） - 主演[11]

### ラジオ
- AbemaRADIOチャンネル「君と僕の絶対時間」（2018年11月24日）[12]
- 仙台ラジオ3 バイヤー高橋とみんなの俳句【新年SP回】（2023年1月3日）[13]

### イベント
- 「TikTok Creative Festival SAPPORO」（2022年10月1日、札幌市・サッポロファクトリーアトリウム）[14]
- 第36回 マイナビ東京ガールズコレクション2023 S/S 公式TikTokアンバサダー（2023年3月4日）[15]
- 「TikTok Creative Festival SENDAI」（2023年4月15日、仙台市・錦町公園）[16]

### ミュージックビデオ
- ANCHOR「キズナ feat. りりあ。」(2022年8月19日) - 映画『サバカン SABAKAN』主題歌[17]

### CM・広告・イメージモデル
- マカロニえんぴつ TikTok Live コラボ（2022年6月）[18]
- 週刊少年ジャンプ 55周年！みんなの推しジャン（2023年8月）[19]